# Cityakuten (vårdbolag)
Cityakuten är ett bolag inom tandvårds- och hälso- och sjukvårdsområdet med verksamhet i Stockholm, Göteborg och Uppsala. Cityakuten är ett dotterbolag till Praktikertjänst AB.

## Historia
Cityakuten bildades 1983 av Joakim Santesson, som tillsammans med Praktikertjänst AB ville skapa en vård utan krav på tidsbeställning och väntetider. Under februari månad öppnade lokalerna vid Hötorget i Stockholm. Året därefter öppnades Cityakutens mottagning i Göteborg. 
Författaren och näringslivshistorikern Anders Johnson har beskrivit starten av Cityakuten som den ena av två händelser som gjorde att den politiska debatten om enskilda alternativ inom välfärdstjänsterna tog fart år 1983: "...dels företaget Pysslingen som lanserade en ny typ av barnomsorg, dels läkaren Joakim Santesson som öppnade CityAkuten i Stockholm för att människor med mindre allvarliga problem snabbt skulle kunna få vård utan att behöva köa på en sjukhusakut".

## Verksamhet
Inom bolaget finns verksamhet inom allmän- och specialistläkarvård, tandvård, vaccin och hälsokontroller. Försäkringsbolag med sjukförsäkrade kunder anlitar också CityAkuten, som även har avtal med regeringen och riksdagen för vård till politiskt verksamma från hela landet.